# Sirystes
Sirystes (Sirystestirannen) is een geslacht van zangvogels uit de familie tirannen (Tyrannidae).

## Soorten
De volgende soorten zijn bij het geslacht ingedeeld:
- Sirystes albocinereus – Witstuitsirystestiran
- Sirystes albogriseus – Chocósirystestiran
- Sirystes sibilator – Grijsrugsirystestiran
- Sirystes subcanescens – Todds sirystestiran